# Södertälje SK 2010/2011
Elitserien i ishockey 2010/2011 blir Södertälje SK:s 24:e säsong i Elitserien i ishockey. 

## Elitserien
| Nr | Lag            | S  | V  | O  | F  | ÖV | ÖF | GM  | IM  | MS  | P  |
| -- | -------------- | -- | -- | -- | -- | -- | -- | --- | --- | --- | -- |
| 1  | HV71 (RM)      | 55 | 24 | 15 | 16 | 9  | 6  | 173 | 143 | +30 | 96 |
| 2  | Färjestads BK  | 55 | 27 | 9  | 19 | 6  | 3  | 154 | 124 | +30 | 96 |
| 3  | Skellefteå AIK | 55 | 25 | 12 | 18 | 9  | 3  | 173 | 145 | +28 | 96 |
| 4  | Luleå HF       | 55 | 23 | 11 | 21 | 8  | 3  | 129 | 115 | +14 | 88 |
| 5  | Linköpings HC  | 55 | 22 | 14 | 19 | 5  | 9  | 138 | 118 | +20 | 85 |
| 6  | Djurgårdens IF | 55 | 22 | 14 | 19 | 4  | 10 | 140 | 139 | +1  | 84 |
| 7  | Brynäs IF      | 55 | 19 | 16 | 20 | 8  | 8  | 147 | 157 | −10 | 81 |
| 8  | AIK (U)        | 55 | 20 | 12 | 23 | 4  | 8  | 131 | 151 | −20 | 76 |
| 9  | Frölunda HC    | 55 | 19 | 12 | 24 | 5  | 7  | 128 | 158 | −30 | 74 |
| 10 | Timrå IK       | 55 | 17 | 13 | 25 | 9  | 4  | 140 | 165 | −25 | 73 |
| 11 | Södertälje SK  | 55 | 20 | 9  | 26 | 2  | 7  | 132 | 164 | −32 | 71 |
| 12 | Modo           | 55 | 17 | 13 | 25 | 6  | 7  | 147 | 153 | −6  | 70 |

Data hämtade från Svenska Ishockeyförbundet

## Transaktioner
| Nyförvärv till Södertälje SK | Nyförvärv till Södertälje SK | Nyförvärv till Södertälje SK |
| ---------------------------- | ---------------------------- | ---------------------------- |
| Spelare                      | Tidigare klubb               | Kontrakterad                 |
| Timo Seppänen                | KalPa                        | 2 år                         |
| Markus Seikola               | Ilves                        | 2 år                         |
| Mikko Kalteva                | Jokerit                      | 1 år                         |
| Joakim Eriksson              | Linköpings HC                | 3 år                         |
| Martin Chabada               | Luleå HF                     | 2 år                         |
| Mattias Carlsson             | Linköpings HC                | 2 år                         |
| Patrik Carlsson              | Leksands IF                  | 2 år                         |
| Alexander Lagerström         | J20                          | 2 år                         |

| Förlänger med Södertälje SK | Förlänger med Södertälje SK |
| --------------------------- | --------------------------- |
| Spelare                     | Kontrakterad                |
| Blaz Gregorc                | 1 år                        |
| Pontus Sjögren              | 1 år                        |
| Linus Videll                | 1 år                        |
| Pierre Hedin                | 1 år                        |
| Robert Carlsson             | 2 år                        |
| Jonas Almtorp               | 1 år                        |
| Fredric Andersson           | 2 år                        |
| Tim Heed                    | 1 år                        |

| Lämnar Södertälje SK | Lämnar Södertälje SK |
| -------------------- | -------------------- |
| Spelare              | Nytt lag             |
| Linus Klasen         | Nashville Predators  |
| Daniel Josefsson     | MODO Hockey          |
| Yanick Lehoux        | Okänt                |
| Patrick Yetman       | Okänt                |
| Jiri Bicek           | Okänt                |
| Fredrik Svensson     | Okänt                |
| David Fredriksson    | Okänt                |
| Jens Olsson          | Okänt                |
| Stefan Gråhns        | IK Oskarshamn        |
| Per Hallin           | Timrå IK             |

| Lämnar Södertälje SK under säsongen | Lämnar Södertälje SK under säsongen | Lämnar Södertälje SK under säsongen |
| ----------------------------------- | ----------------------------------- | ----------------------------------- |
| Spelare                             | Nytt lag                            | Datum                               |

## Laguppställning
Uppdaterad den 22 november, 2011.

| Nr | Nat        | Spelare              | Pos  | S/H | Ålder | Värvad | Födelseort                       |
| -- | ---------- | -------------------- | ---- | --- | ----- | ------ | -------------------------------- |
| 22 | Sverige    | Stefan Bemström      | B    | L   | 52    | 2006   | Södertälje, Södermanland         |
| 16 | Sverige    | Emil Billberg        | C/RW | L   | 37    | 2011   | Stockholm, Stockholms län        |
| 26 | Sverige    | Christofer Blid      | RW   | L   | 39    | 2011   | Södertälje, Södermanland         |
| 27 | Sverige    | Jacob Dahlström      | LW   | R   | 31    | 2011   | Stockholm, Stockholms län        |
| 44 | USA        | Kurt Davis           | B    | L   | 38    | 2011   | Plymouth, Minnesota, USA         |
| 0  | Sverige    | Oskar Drugge         | B    | L   | 32    | 2011   | Luleå, Norrbotten                |
| 17 | Sverige    | Jonas Engström       | LW   | L   | 34    | 2009   | Södertälje, Södermanland         |
| 37 | Sverige    | Thom Flodqvist       | C/RW | R   | 34    | 2009   | Södertälje, Södermanland         |
| 15 | Slovenien  | Blaz Gregorc         | B    | L   | 35    | 2009   | Jesenice, Slovenien              |
| 19 | Sverige    | Andreas Gröndahl     | RW   | L   | 34    | 2008   | Södertälje, Södermanland         |
| 9  | Sverige    | Greger Hanson        | C    | L   | 37    | 2011   | Lidingö, Stockholms län          |
| 18 | Sverige    | Andreas Hjelm        | B    | L   | 36    | 2011   | Stockholm, Stockholms län        |
| 13 | Sverige    | Björn Hjärpe         | LW/C | L   | 32    | 2011   | Göteborg, Västergötland/Bohuslän |
| 39 | Slovakien  | Julius Hudácek       | M    | R   | 36    | 2011   | Spišská Nová Ves, Slovakien      |
| 43 | Sverige    | Sebastian Idoff      | M    | L   | 34    | 2011   | Malmö, Skåne                     |
| 33 | Danmark    | Julian Jakobsen      | C    | L   | 37    | 2009   | Ålborg, Danmark                  |
| 12 | Slovenien  | Ziga Jeglic          | LW/C | R   | 37    | 2011   | Kranj, Slovenien                 |
| 57 | Finland    | Mikko Kalteva        | B    | L   | 40    | 2010   | Hyvinge, Finland                 |
| 23 | Sverige    | Alexander Lagerström | RW   | R   | 34    | 2009   | Södertälje, Södermanland         |
| 25 | Sverige    | Tony Lagerström (C)  | LW/C | L   | 36    | 2011   | Södertälje, Södermanland         |
| 93 | Sverige    | Emil Lundberg        | LW   | L   | 31    | 2011   | Katrineholm, Södermanland        |
| 28 | Sverige    | Viktor Lööv          | B    | L   | 32    | 2010   | Södertälje, Södermanland         |
| 41 | Sverige    | Mathias Månsson (A)  | LW   | L   | 43    | 2010   | Gävle, Gästrikland               |
| 55 | Slovenien  | Robert Sabolic       | RW   | L   | 36    | 2011   | Jesenice, Slovenien              |
| 6  | Sverige    | Fredrik Sonntag (A)  | B    | L   | 37    | 2011   | Nynäshamn, Södermanland          |
| 34 | Kanada     | Jason Strudwick      | B    | L   | 49    | 2011   | Edmonton, Alberta, Kanada        |
| 8  | Sverige    | Alexander Ytterell   | B    | R   | 33    | 2010   | Vetlanda, Småland                |